# Gelij Koržev
Gelij Michajlovič Koržev-Čuvelëv (in russo Гелий Михайлович Коржев-Чувелёв?; Mosca, 7 luglio 1925 – Mosca, 27 agosto 2012) è stato un pittore sovietico e russo rappresentante dello "stile severo", primo segretario dell'Unione degli artisti della Repubblica Socialista Federativa Sovietica Russa (1968-1975).

## Biografia
Ha studiato alla scuola statale d'arte di Mosca dal 1939 al 1944 sotto V. V. Počitalov, M. V. Dobroserdov, e A. O. Baršč. Dal 1944 al 1950 ha studiato all'Istituto statale d'arte con S. V. Gerasimov e V. V. Počitalov.
È morto il 27 agosto 2012 ed è sepolto nel cimitero Alekseevskij a Mosca. Il monumento sulla sua tomba è stato scolpito dal nipote, Ivan Koržev, utilizzando le bozze dell'artista stesso.

## Politica
Esponente del realismo socialista, si è distinto per la sua critica di stampo politico a seguito dell'introduzione di elementi di capitalismo nel sistema economico socialista in Unione Sovietica durante la Perestrojka. L'artista infatti, a partire dagli anni ottanta, alla forma realista e al contenuto socialista delle sue opere, aggiunge elementi surreali come mutanti mostruosi che raffigurano il tradimento dei principi della Rivoluzione d'ottobre.
Alla fine degli anni novanta l'artista rifiuta un premio conferitogli dal governo della Federazione Russa con le seguenti motivazioni: 

Opere
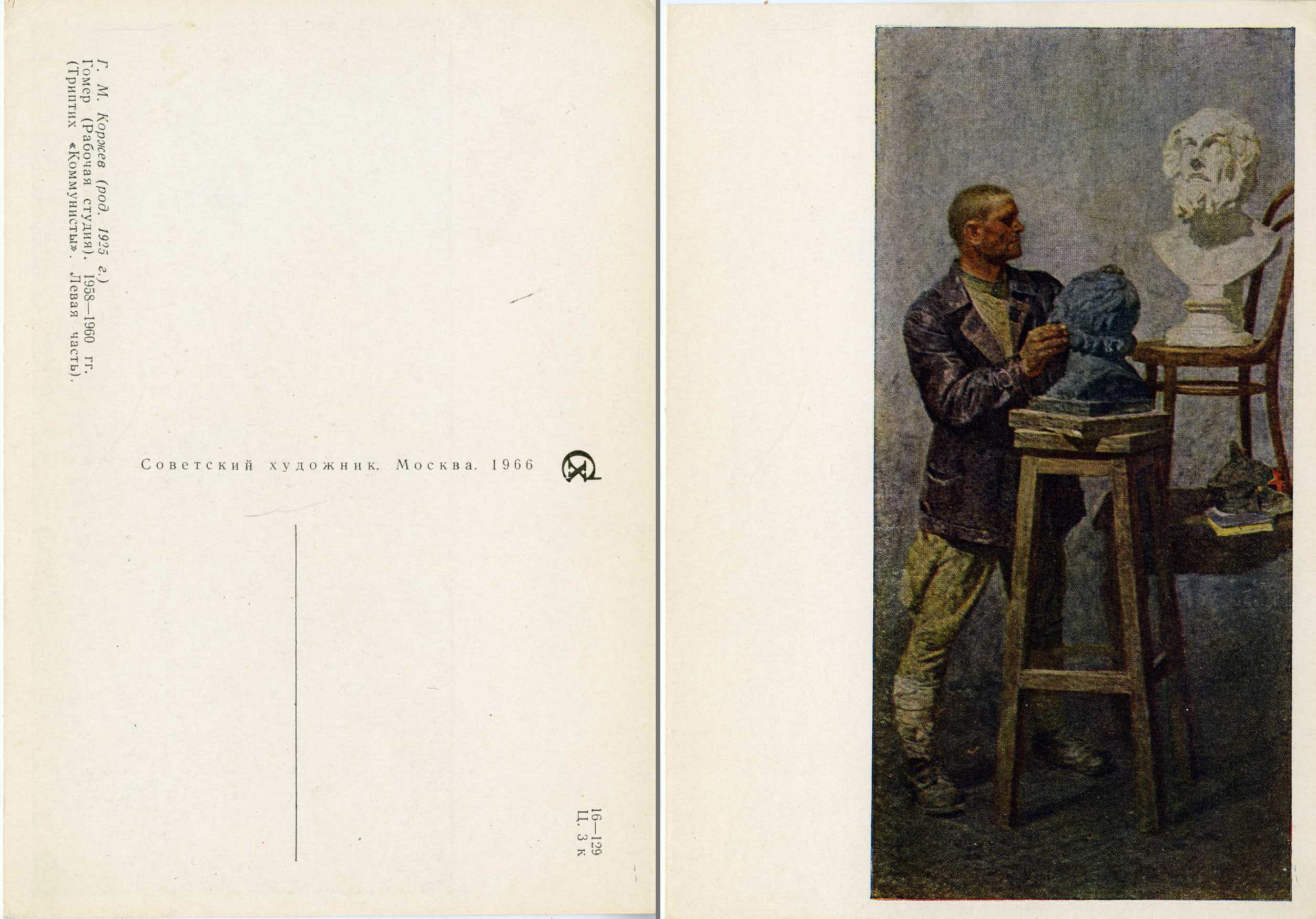
Omero - Trittico "comunisti" (parte di sinistra)
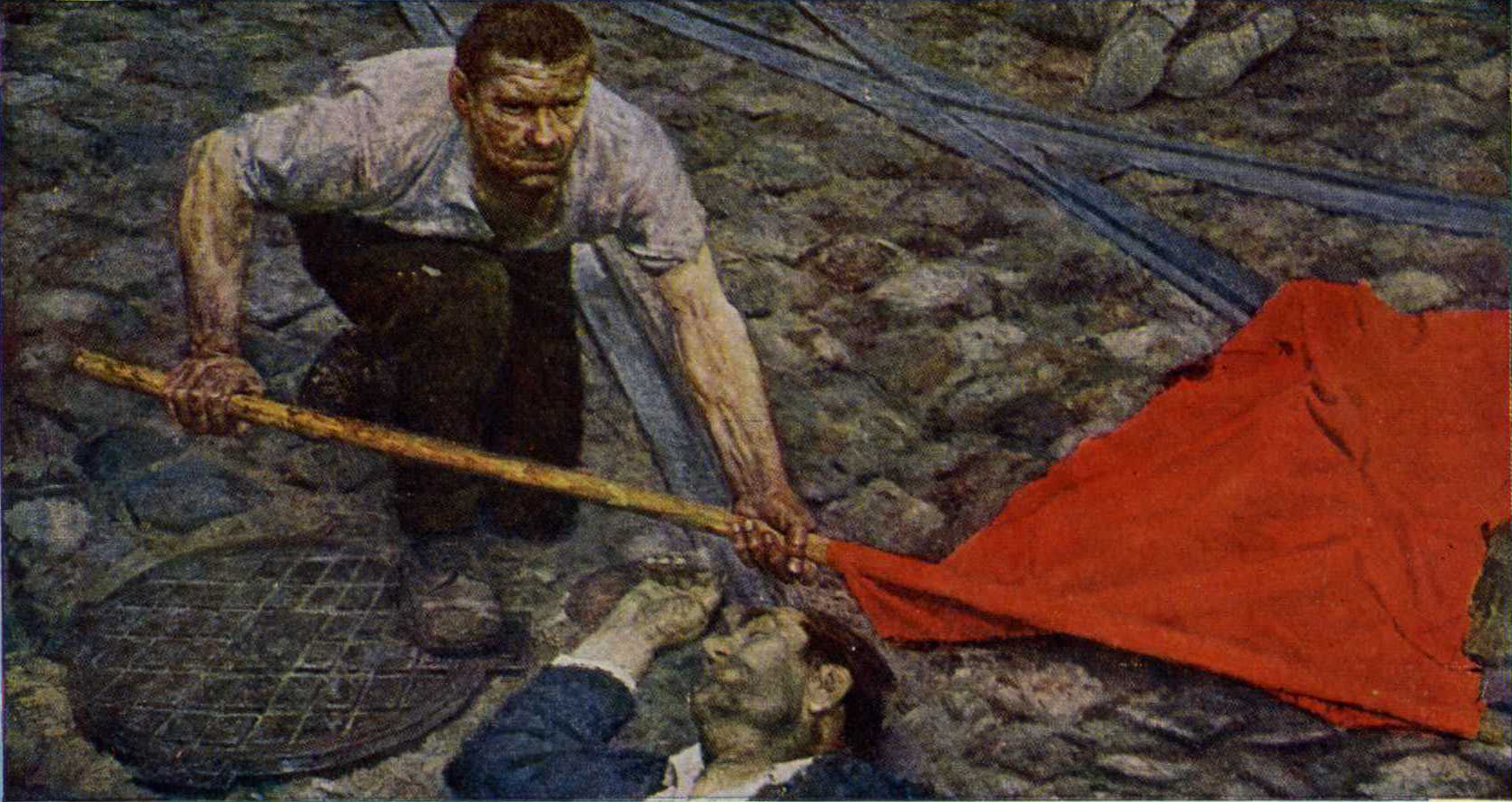
Alzando la bandiera - Trittico "comunisti" (parte centrale)
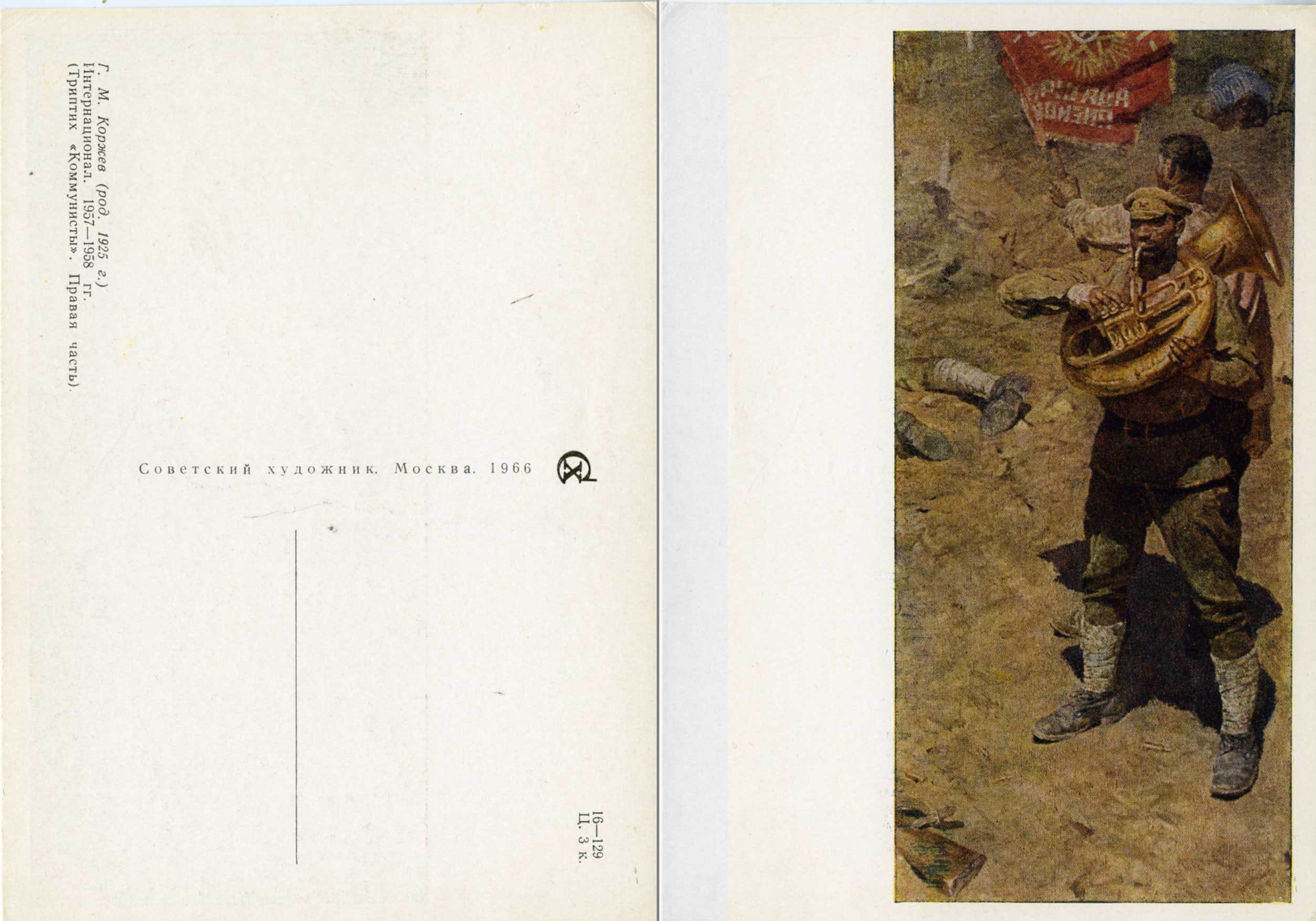
Internazionale - Trittico "comunisti" (parte di destra)
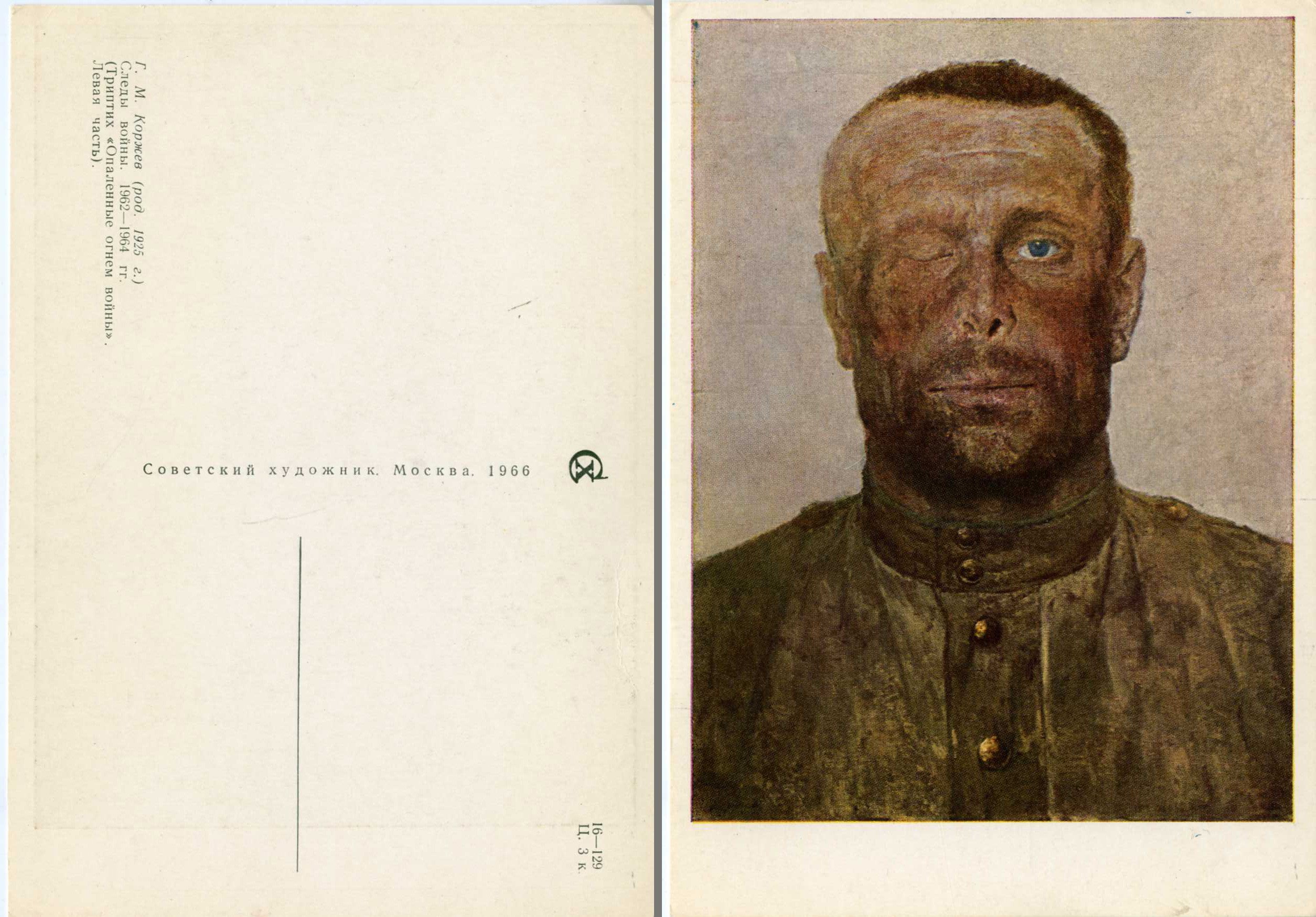
Segni della guerra
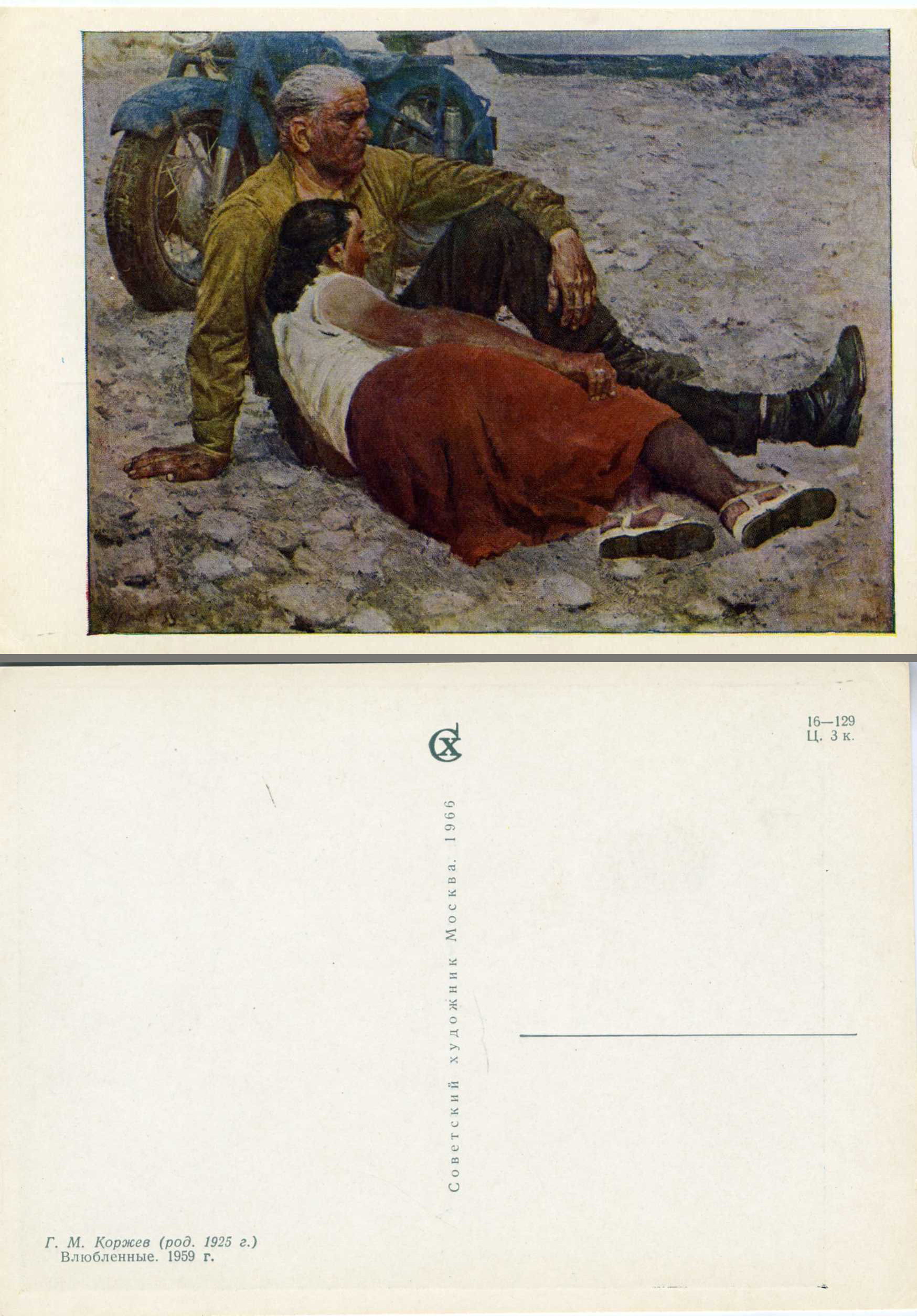
Innamorati
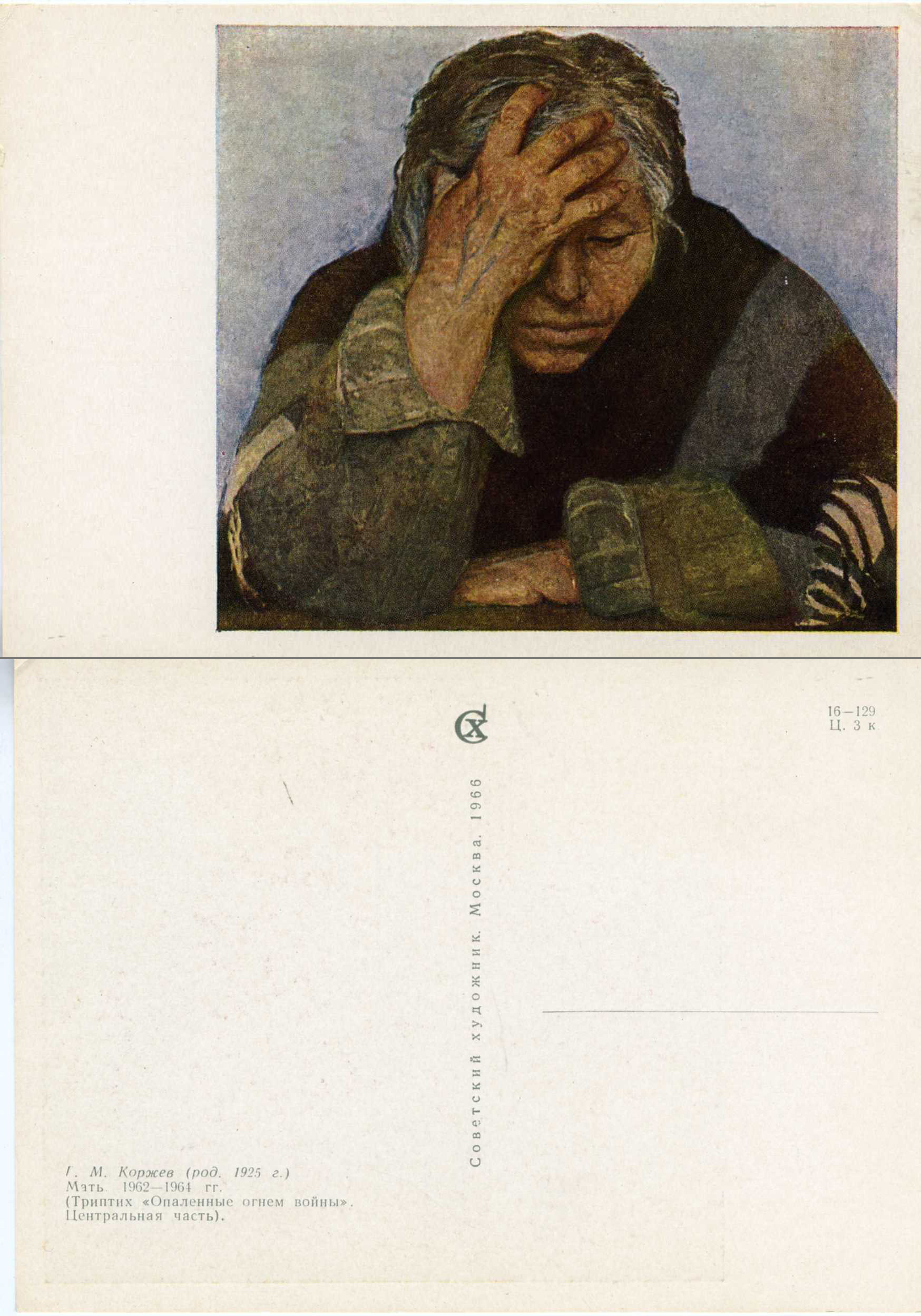
Madre